# Förslutningsbar plastpåse
Förslutningsbar plastpåse eller återförslutningsbar plastpåse är en plastpåse som kan förslutas och öppnas flera gånger.

## Funktion och användning
En förslutningsbar plastpåse försluts genom att en uppskjutande ribba, som sitter på påsens insida nära och längsmed mynningen, tvärs över plastpåsemynningens ena sida, trycks in i en förhöjd fåra som sitter vid plastpåsemynningens andra sida (se bild 2). Ribban och fåran förs samman antingen med fingrarna eller med en löpare (se bild 1 och 3). Påsen kan öppnas och förslutas många gånger.
Förslutningsbara plastpåsar används för förvaring av matvaror, men har en vid användning för förvaring och paketering på grund av deras lättanvändbarhet och låga kostnad. När förslutningsmekanismen är av hög kvalitet blir påsen luft‑ och vattentät.

## Historia

### Familjen Ausnit grundar Flexigrip; första patentet
Den rumänsk‑amerikanske uppfinnaren Steven ”Steve” Ausnit började arbeta med blixtlås för plast 1951, efter att en bekant hade förevisat en tidig typ av plastblixtlås. Steven Ausnit grundade tillsammans med fadern Max Ausnit och farbrodern Edgar Ausnit företaget Flexigrip 1951. (Familjenamnet stavas stundom Auschnitt, Ausschnitt eller Aușnit.) Samma år köpte Flexigrip och Ausnit‑familjen rättigheterna till det första plastblixtlåset för Förenta staterna och Canada. Ett patent fanns på uppfinningen.
Det patenterade plastblixtlåset hade skapats av den danske uppfinnaren Børge Madsen. Han ansökte om patent 1951, vilket beviljades 1952. Børge Madsens uppfinning var mer komplicerad är dagens påsar; den hade två fåror och två ribbor, och hade en löpare som drogs längs låset och tryckte in ribborna i fårorna. Børge Madsens patent hade likheter med ett blixtlås för kläder; hans idé var att foga ihop de två kanterna på två plana ytor som ligger kant i kant, inte att ihopfästa två ytor som ligger mot varandra som sidorna i en platt påse, och mekanismen hade en löpare med dragtapp, som var en permanent del av låset, liksom i en dragkedja i ett klädesplagg, och slutligen var de två låshälfterna som ihopfogades identiska (deras tvärsnitt såg ut som bokstaven E; tänk två motsatta E:n varav det andra spegelvänds, och skjuts in i det första).
Max Ausnit gav Steven Ausnit i uppdrag att undersöka marknaden. Steven Ausnit fann potentiella kunder eftersom plastblixtlåset enligt Flexigrips affärsplan vore 20 procent billigare än ett metallblixtlås (den tänkta användningen var då inte för engångsartiklar som små påsar). När Koreakriget slutade ändrades ekonomin så att plastblixtlåset hade högre produtionskostnader än metallblixtlås, och framtidsutsikterna var dåliga. Ett annat problem var att Flexigrip tillverkade blixtlås i PVC, som blir stelt vid låg temperatur och mjukt vid hög temperatur.

### Ny förslutningsmekanism och integrering av lås och påse
Förslutningsmekanismen var dyr och användes först i andra produkter, som portföljer, inte i billiga produkter som masskonsumerades. Flexigrip insåg att engångsförpackning och plastpåsar för förvaring vore en viktigare marknad. Materialet måste då vara polyetylen, som används i den typen av produkter.
För den nya typen av produkter uppfann Steven Ausnit en mekanism utan löpare, som fungerar genom att man trycker ihop de motsatta delarna av låset med fingrarna. En mekanism utan löpare var nödvändig för billiga engångsartiklar (se bild 4), men löpare finns fortfarande på produkter som skall användas upprepade gånger (se bild 3). För att man skulle kunna öppna påsarna sattes en färgad läpp vid mynningen, så att kunden kunde få grepp och draga isär låsets två halvor. Trots färgmarkering var det ett problem i många år att konsumenter inte förstod hur påsarna skulle öppnas.
En annan fördyrande nackdel med den tidiga tekniken var att remsan med låset tillverkades separat och sattes fast på underlaget med värmebehandling. Flexigrip samarbetade med två underleverantörer som hade en fungerande men inte ideal teknik för påstillverkning. År 1959 fick Ausnit och Flexigrip kunskap om det japanska företaget Seisan Nihon Sha, som hade utvecklat en teknik som kunde användas för att integrera låsremsan i plastfilm av polyetylen; plastpåsen och låsremsorna kunde nu tillverkas i ett stycke, vilket halverade tillverkningskostnaden. Den japanske uppfinnaren var Kakuji Naito, och patentnamnet var ”Integral reclosable bag”. År 1961 erhöll Flexigrip rättigheter till licenstillverkning av påsar med integralplastlås av Seisan Nihon Sha, och grundade ett nytt företag, Minigrip, som skulle marknadsföra de nya förslutningsbara påsarna, som hade låg tillverkningskostnad.

### Minigrips samarbete med Dow Chemical och världsvid spridning
Omkring 1964 upprättade Minigrip ett licensieringsavtal med Dow Chemical. År 1968 lanserade Dow Chemical påsen Ziplock. Försäljningen gick till en början trögt, och Dow Chemical meddelade Minigrip att produkten kanske skulle läggas ned. I början av 1970‑talet ökade plötsligt marknaden för Ziploc explosionsartat. Stort upplagda reklamkampanjer av Dow Chemical spred kunskap om hur mekanismen fungerade. Därefter blev återförslutningsbara plastpåsar en allmänt förekommande produkt som tillverkas under ett stort antal varumärken.
Idag finns dels mycket billiga påsar vars lås man försluter med fingertryck och sliter upp med fingrarna (se bild 4), dels tåliga förvaringspåsar som stängs med en integrerad löpare (med eller utan dragtapp), och slutligen stora påsar som kan förslutas och öppnas enbart med fingrarna, men som också levereras med en skjutbar klämma för ökat tryck vid förslutningen. Stora vakuumpåsar för malsäker förvaring av kläder är ofta av den sistnämnda typen.